# Флаг Гагаринского (Санкт-Петербург)
Флаг внутригородского муниципального образования муниципальный округ Гага́ринское в Московском районе города Санкт-Петербурга Российской Федерации — опознавательно-правовой знак, служащий официальным символом муниципального образования и знаком единства его населения.
Флаг утверждён 25 января 2007 года и внесён в Государственный геральдический регистр Российской Федерации с присвоением регистрационного номера 2813.

## Описание
Описание флага, утверждённое 25 января 2007 года, гласило:
«Флаг муниципального образования муниципальный округ Гагаринское представляет собой прямоугольное полотнище с отношением ширины флага к длине — 2:3, воспроизводящее композицию герба муниципального образования муниципальный округ Гагаринское в синем, красном, жёлтом и белом цветах».
Описание флага, утверждённое 21 января 2010 года, гласит:
«Флаг внутригородского муниципального образования Санкт-Петербурга муниципального округа Гагаринское представляет собой прямоугольное полотнище с отношением ширины флага к длине — 2:3, воспроизводящее композицию герба муниципального образования муниципальный округ Гагаринское в красном, синем, жёлтом и белом цветах».
Геральдическое описание герба, утверждённое 25 января 2007 года, гласило: «В лазоревом (синем, голубом) поле с червлёной (красной) оконечностью поверх всего — золотой бегущий античный атлет в золотой набедренной повязке, сопровождаемый над головой серебряной кометой, завершённой справа диагональной звездой о четырёх лучах с дугообразно вогнутыми углами и разной длины лучами, из которых правые лучи равной длины, верхний левый длиннее двух первых, а нижний левый — длиннее всех».
Геральдическое описание герба, утверждённое 21 января 2010 года, гласит: «В лазоревом (синем, голубом) поле с червлёной (красной) оконечностью поверх всего — золотой бегущий античный атлет в золотой набедренной повязке, сопровождаемый во главе серебряной кометой в пояс, завершённой справа диагональной звездой о четырёх лучах с дугообразно вогнутыми углами и разной длины лучами, из которых правые лучи равной длины, верхний левый длиннее двух первых, а левый нижний — длиннее всех».

## Символика

### Редакция 2007 года
«Золотой бегущий античный атлет символизирует находящийся на территории МО МО Гагаринское спортивно-концертный комплекс, являющийся достопримечательностью муниципального образования. Изображение воспроизведено авторами герба со старинной античной вазы. Кроме того, помимо темы спорта, человек, бегущий вперёд, навстречу звезде олицетворяет устремлённость вперёд, прогресс, развитие территории МО Гагаринское от некогда фактически сельской местности до современных городских кварталов, построенных здесь в 1960—1970-х годах.
Летящая в червлении серебряная комета символизирует названия улиц, отражающих космическую тематику.
Лазурь — цвет космических просторов. Одновременно символизирует истину, знание, мудрость.
Червлень — мужество, смелость, храбрость, неустрашимость. Это цвет героев. По территории МО проходят проспекты, названные в честь двух Героев Советского Союза — первого космонавта Ю. А. Гагарина, а также пулемётчика А. Ф. Типанова, участника обороны Ленинграда, закрывшего своим телом амбразуру вражеского дзота.
Серебро — символ чистоты помыслов, правдивости, невинности, благородства, откровенности, непорочности и надежды.
Золото — могущество, сила, постоянство, вера, справедливость, добродетель, верность».

### Редакция 2010 года
Флаг составлен на основании герба внутригородского муниципального образования Санкт-Петербурга муниципального округа Гагаринское, в соответствии с традициями и правилами вексиллологии и отражает исторические, культурные, социально-экономические, национальные и иные местные традиции.
Золотой бегущий античный атлет — символизирует находящийся на территории муниципального образования спортивно-концертный комплекс, являющийся достопримечательностью муниципального образования. Спортивно-концертный комплекс им. В. И. Ленина вступил в строй в год проведения XXII летних Олимпийских игр в Москве. Это уникальное сооружение, рассчитанное на 25 тысяч зрителей — гигантский крытый стадион, который предназначен для соревнований по четырнадцати видам спорта.
Летящая в лазури серебряная комета символизирует названия улиц отражающих космическую тематику. Центральной магистралью муниципального образования является проспект Юрия Гагарина, названный так 14 апреля 1961 года в честь первого лётчика-космонавта, Героя Советского Союза Юрия Алексеевича Гагарина. Предположительно, с 1914 года, имел первоначальное название Нарымский проспект. Теме авиации и космонавтики, покорения космоса посвящено и название Звёздной улицы, появившейся в середине 1960-х годов.
Красный цвет — мужество, смелость, храбрость, неустрашимость. Цвет героев. По территории муниципального образования проходят проспекты, названные в честь двух героев Советского Союза: первого космонавта Ю. А. Гагарина, а также пулемётчика А. Ф. Типанова, участника обороны Ленинграда, закрывшего своим телом амбразуру вражеского дзота.
Синий цвет (лазурь) — цвет космических просторов, символизирует истину, знание, мудрость.
Белый цвет (серебро) — символ чистоты помыслов, правдивости, невинности, благородства, откровенности, непорочности и надежды.
Жёлтый цвет (золото) — могущество, сила, постоянство, вера, справедливость, добродетель, верность.